# Copa de Clubes de la CECAFA 1979
La Copa de Clubes de la CECAFA 1979 fue la sexta edición de este torneo de fútbol a nivel de clubes de África organizado por la CECAFA y que contó con la participación de 5 equipos representantes de África Central y África Oriental, 1 equipo menos que en la edición anterior debido a la ausencia de equipos de Tanzania.
El Abaluhya de Kenia venció al campeón defensor KCC en la final disputada en Mogadiscio, Somalia para coronarse campeones del torneo por primera vez de manera oficial.

## Fase Clasificatoria
| Horseed FC   | 1-1 | KCC          |
| Abaluhya FC  | 1-0 | Bata Bullets |
| Simba FC     | 0-1 | Horseed FC   |
| KCC          | 1-0 | Abaluhya FC  |
| Bata Bullets | 2-1 | Simba FC     |
| Horseed FC   | 0-0 | Abaluhya FC  |
| KCC          | 1-0 | Bata Bullets |
| Simba FC     | 2-2 | Abaluhya FC  |
| Bata Bullets | 2-2 | Horseed FC   |
| KCC          | 0-1 | Simba FC     |

| Club         | G | E | P | GF | GC | Pts |
| ------------ | - | - | - | -- | -- | --- |
| Horseed FC   | 1 | 3 | 0 | 4  | 3  | 5   |
| KCC          | 2 | 1 | 1 | 3  | 2  | 5   |
| Abaluhya FC  | 1 | 2 | 1 | 3  | 3  | 4   |
| Bata Bullets | 1 | 1 | 2 | 4  | 5  | 3   |
| Simba FC     | 1 | 1 | 2 | 4  | 5  | 3   |

## Semifinales
| Equipo 1   | Resultado | Equipo 2     |
| ---------- | --------- | ------------ |
| Horseed FC | 1-2       | Abaluhya FC  |
| KCC        | 1-0       | Bata Bullets |

## Final
| Equipo 1    | Resultado | Equipo 2 |
| ----------- | --------- | -------- |
| Abaluhya FC | 1-0       | KCC      |

## Campeón
| Copa de Clubes de la CECAFA 1979 |
| -------------------------------- |
| Bandera de Kenia                 |
| Abaluhya FC 1º Título            |